# India Catalina
India Catalina, staroselka s karibske obale Kolumbije in velja za eno najpomembnejših avtohtonih osebnosti kolumbijske kolonialne dobe, * okoli 1495, Zamba; † negotovo, verjetno v Sevilji
Kot spremljevalka španskega osvajalca Pedra de Heredia je bila uporabljena kot prevajalka in posrednica med konkvistadorji in avtohtonimi plemeni. Igrala je pomembno vlogo pri osvajanju kolumbijske karibske obale na začetku 16. stoletja in pri ustanovitvi mesta Cartagena de Indias. Zaradi njenega dela kot mediatorja jo pogosto imenujejo pacificatora (mirotvorka). Vendar je bil ta naslov vedno znova kritiziran. Dolgo časa je bila India Catalina obravnavana predvsem kot figura v kolumbijski mitologiji, dokler njen obstoj ni končno verodostojno dokazala raziskava kolumbijskega pisatelja Hernána Urbine Joira v njegovi knjigi Entre las huellas de la India Catalina.

## Življenje
Catalina je bila hči cacique (princ) Galera v Zambi (danes Galerazamba), vasi blizu Cartagene. Španski osvajalec Diego Nicuesa oh je tam ujel med letoma 1509 in 1511, jih ločil od družine in jo pripeljal v Santo Domingo, prvo središče španskih osvajalcev na območju današnje Dominikanske republike. Španci so jo nato krstili z zdaj znanim imenom »Catalina«. V Santo Domingu je bila vzgojena v katoliški veri in se naučila živeti in oblačiti kot Španka. Ni zgodovinskih dokazov o njenem življenju v naslednjih nekaj letih. Od leta 1528 obstajajo poročila, da je delala kot tolmačka v gobernaciónu (guvernerstvu) v Santa Marti, saj je poleg kastiljske španščine govorila različne avtohtone jezike in narečja. Nekaj avtohtonih ljudstev je rešila pred nasilnim osvajanjem Špancev tako, da jim je pojasnila namere osvajalcev in jih prepričala, da uradno sprejmejo katoliško vero in se podredijo. Vedno se je pojavljala oblečena kot Španka in je najprej nagovorila ženske iz skupin avtohtonega prebivalstva.
Njeno prvo srečanje s Pedrom de Heredio se je zgodilo v noči z 12. na 13. januar 1533 v Gairi blizu Santa Marte. Sledila mu je v Castillo Grande, v današnji Cartageni, da bi ga podprla kot posrednika pri pogajanjih z staroselskimi skupinami in kolonizaciji regije. Ker je bila sestrična mnogih takrat močnih cacique v regiji, so jo poslali naprej, da bi vzpostavila prvi stik z avtohtonimi skupinami in posredovala Herediovo sporočilo. Na ta način je bil sklenjen mir z nekaterimi pomembnimi cacique, na primer z Mazaguapom, Guaspatesom in Turipano. Zato je bila za Špance velikega pomena pri ustanovitvi Cartagene in osvojitvi kolumbijske karibske obale. Po legendi se je Catalina poročila z Alonsom Montañezom, nečakom Pedra de Heredia, z njim ustvarila družino in se z njim preselila v Seviljo, kjer je umrla od starosti.

## Različen sprejem njenega dela
India Catalina je simbol in eden najbolj znanih meščanov mesta Cartagena. Zgodnji kronisti kolonialne zgodovine jo prikazujejo kot miroljubno staroselko, ki se je skladala s špansko krono in krščansko vero. Ta predstavitev se občasno uporablja kot utemeljitev kolonizacije za napredno Latinsko Ameriko. Toda njeno delo in njen naziv pacificatora velja za enako kritična, saj so bila na primer avtohtona ljudstva ob ustanovitvi Cartagene popolnoma iztrebljena, pri čemer je odločilno prispevala Catalina. Njeno delo in njena oseba torej vsebujeta nekaj protislovij. Po eni strani je cenjena kot junakinja zaradi svoje posredniške dejavnosti; po drugi strani pa je obsojena kot izdajalka, ki je prispevala k hitremu napredku kolonizacije. Sama India Catalina ni napisala nobenih poročil o svojem delu ali svojih namerah. Obstoječi zapisi prihajajo od očividcev, kot so španski zgodovinarji in njihovi kritiki, ki jih zaradi svojih stališč lahko gledamo le kot deformirane in zmanipulirane vtise ali od kronistov, ki so zgodbo napisali šele po življenju Indie Cataline in tako brez osebnih izkušenj. Zato o njenem delu in položaju niso možne nobene dokončne sodbe.

## Priznanja

### Spomenik
Spomenik Indii Catalini v obliki bronastega kipa je leta 1974 ustvaril španski kipar Eladio Gil Zambrana in je od takrat v Cartageni, kjer je umetnik sam dolgo živel. Kip danes stoji v sektorju Puerto Duro v središču Cartagene na križišču Avenida Pedro de Heredia in Avenida Venezuela. Je na enem od glavnih vhodov v kolonialno mestno jedro, ki je od leta 1984 na Unescovem seznamu svetovne dediščine. Spomenik je namenjen počastitvi avtohtonih ljudstev, ki so živela na kolumbijski karibski obali pred španskim osvajanjem.

### Filmski festival Cartagena de Indias
Kip Indie Catalina je tudi simbol Festival Internacional de Cine de Cartagena (FICCI), najstarejšega filmskega festivala v Latinski Ameriki. Zmagovalci so nagrajeni z miniaturnim kipcem Indie Cataline. Festival poteka vsako leto marca od leta 1960 in nagrajuje najboljša dela latinskoameriškega filma in televizije. India Catalina je tudi posodila ime eni od nagrad: kolumbijske televizijske produkcije so od leta 1984 dobivale nagrado Premio India Catalina de la Televisión Colombiana  kot del filmskega festivala v kategoriji Concurso Nacional de la Televisión Colombiana.